# Због тебе (албум Бојана Маровића)
Због тебе је дебитантски албум црногорског поп певача Бојана Маровића, издат 2004. године за Горатон. Песме Више те нема и Теби је лако су биле велики хитови, и за њих су снимљени музички спотови. Пратеће вокале певала је Александра Радовић.

## Списак песама
| №   | Назив                  | Текст               | Музика              | Трајање |  |
| 1.  | Мој анђео си ти        | Јуре Станић         | Јуре Станић         |         |  |
| 2.  | Крио сам               | Јелена Трифуновић   | Драгана Јовановић   |         |  |
| 3.  | Ако повриједим те ја   | Јуре Станић         | Јуре Станић         |         |  |
| 4.  | Теби је лако           | Драгана Јовановић   | Драгана Јовановић   |         |  |
| 5.  | Због тебе              | Дадо Пастуовић      | Дадо Пастуовић      |         |  |
| 6.  | За сваки случај        | Растко Аксентијевић | Растко Аксентијевић |         |  |
| 7.  | Ако се некад вратиш    | Сергеј Ћетковић     | Сергеј Ћетковић     |         |  |
| 8.  | И кад сањам тебе видим | Дадо Пастуовић      | Дадо Пастуовић      |         |  |
| 9.  | Више те нема           | Весна Милачић Каја  | Сања Бокан          |         |  |
| 10. | Сад знам               | Растко Аксентијевић | Растко Аксентијевић |         |  |
| 11. | Не постоје разлике     | Марина Туцаковић    | Јосип Бочек         |         |  |